# Уиллок, Джо
Джозеф Джордж Уиллок (англ. Joseph George Willock, более известный как Джо Уиллок; 20 августа 1999) — английский футболист, полузащитник «Ньюкасл Юнайтед».

## Карьера
Воспитанник лондонского «Арсенала». За основной состав команды дебютировал 20 сентября 2017 года в матче Кубка Английской лиги против «Донкастер Роверс», выйдя на замену 84-й минуте вместо Риса Нелсона. Спустя 8 дней вышел в стартовом составе на матч группового этапа лиги Европы против «БАТЭ». В Английской Премьер-лиге дебютировал 15 апреля 2018 года, выйдя в стартовом составе на матч с «Ньюкасл Юнайтед». В 2019 году игрок продлил контракт с клубом. В сезоне 2019-20 Уиллок провёл 3 матча, продлив контракт с «Арсеналом».
1 февраля 2021 года Уиллок присоединился к «Ньюкасл Юнайтед» на правах аренды до конца сезона 2020–21. В августе 2021 года «Ньюкасл Юнайтед» подтвердил подписание Уиллока из «Арсенала», контракт рассчитан сроком на 6 лет.

## Достижения
«Арсенал»
- Обладатель Суперкубка Англии (2): 2017, 2020
- Финалист Лиги Европы УЕФА: 2019
- Обладатель Кубка Англии: 2019/20

## Статистика
| Выступление      | Выступление             | Выступление      | Лига | Лига | Кубок | Кубок | Кубок лиги | Кубок лиги | Еврокубки | Еврокубки | Итого | Итого |
| Клуб             | Лига                    | Сезон            | Игры | Голы | Игры  | Голы  | Игры       | Голы       | Игры      | Голы      | Игры  | Голы  |
| ---------------- | ----------------------- | ---------------- | ---- | ---- | ----- | ----- | ---------- | ---------- | --------- | --------- | ----- | ----- |
| Арсенал          | Английская Премьер-лига | 2017/18          | 0    | 0    | 1     | 0     | 3          | 0          | 5         | 0         | 9     | 0     |
| Арсенал          | Итого                   | Итого            | 0    | 0    | 1     | 0     | 3          | 0          | 5         | 0         | 9     | 0     |
| Всего за карьеру | Всего за карьеру        | Всего за карьеру | 0    | 0    | 1     | 0     | 3          | 0          | 5         | 0         | 9     | 0     |

## Личная жизнь
Имеет монтсерратское происхождение. Двое братьев Крис и Мэттью также стали футболистами.